# Nemmer
El Nemmer (en hebreo: נמר‎, Tigre) y al mismo tiempo una contracción formada por "New" (del inglés: nuevo) y "MER (de Merkava") es un transporte de combate de infantería pesado de procedencia israelí, basado en el casco del Merkava Mk. I. Este fue desarrollado y construido por el Departamento de Pertrechos Israelí entre los años 1989 hasta 1994, como parte de un programa de refuerzo de los transportes de infantería. Estuvo en un breve periodo de pruebas con las Fuerzas de Defensa de Israel (FDI) hasta el verano de 1994, donde posteriormente pasaría a ser retirado del servicio activo, en favor del más sofisticado Namer, que está concebido sobre la base del chasis del carro de combate Merkava Mk. I y Mk.II.

## Historia
El primer prototipo del vehículo de combate de infantería pesada basada en el tanque "Merkava", fue apodado Nemer (Tiger)
Los primeros ejemplares se exhiben en la exposición de los Conflictos de Baja Intensidad de 2005.

## Producción
Su producción se limitó a unas decenas (menos de 15); en su tiempo de producción se hizo en gran parte  tomando como base a los cascos recientemente dados de baja de los Merkava Mk. I, ya que su reconversión para aceptar el cañón de 120 mm. era muy costosa; y al no saber qué hacer con éstos, se decide el transformarlos como se hizo con los cascos de los T-55 capturados en conflictos anteriores. 
Dado que su fin mayor era el de servir de banco de pruebas para proyectos posteriores, como el Nammer y el Namera; su corta duración ayudó a mostrar como posible los procesos de reconversión y/o adaptación de dichos cascos.

## Características
Construido sobre el chasis del ya obsoleto tanque Merkava Mk. 1, es un vehículo de combate de infantería que tiene capacidad para 11 personas: comandante, conductor, artillero y el asalto compuesto por ocho soldados. Además, puede albergar una camilla para el personal que resulte herido. 
La máquina está equipada con las comodidades necesarias para misiones de larga duración, como es el caso del inodoro, aparte de una estufa y un pequeño pero utilitario espacio para la cocina, por lo que las tropas podrán permanecer en el interior durante el tiempo que se tome en cumplir su misión sin necesidad de abandonar su seguridad. En la parte de su automoción, este va equipado con un motor Teledyne Continental AVDS-1790SD, con una capacidad de 900 hp, y un tanque con más de 950 litros de capacidad, heredado del tanque Merkava Mk. 1.
La parte inferior del blindado está también equipada con sistemas de protección en caso de impacto de minas. Además, dispone de asientos plegables que están diseñados especialmente y se hallan dispuestos como medios de protección adicional para la tripulación cuando ha sido impactado por una mina. 

### Armamento
Sobre el techo del comandante se coloca una escotilla de acceso a una ametralladora para el comandante; que va situada al lado izquierdo del techo, y donde va el arma de calibre 7,62 mm. la cual es de accionamiento manual, cosa que fue solucionada en las versiones posteriores del blindado.
La diferencia de este prototipo al mostrado en las recientes exposiciones ha sido los montajes de armas a control remoto desarrollados por Rafael Armament Development Authority, en los que se montan una combinación de una ametralaldora de calibre 12,7 mm. junto a otras de menor calibre, como en el montaje Kathlanit RCW, todos los cuales van situados ya sea en la parte derecha o en la parte frontal o en la puerta trasera, todos sobre el techo del vehículo.
En este aparte, se pueden instalar también tres sistemas de armas intercambiables cada uno de los montaje van equipados con las siguientes armas 
- Ametralladora pesada calibre 12.7 mm M2HB Como armamento principal y apoyado con:

- Una ametralladora calibre 7,62 mm M240
- Un lanzagranadas automático calibre 40 mm MK19 O

- Montaje con artillería calibre 30 mm. RCWS

- Ametralladora calibre 7,62 mm M240
- Ametralladora calibre 5,56 mm M249

Este último es de normal instalación en la puerta trasera, o puede situarse sobre la rampa de evacuación del vehículo, con la opción de disparar las armas del mismo por parte de uno de los miembros de la tripulación.

### Desarrollos relacionados
- Achzarit
- Merkava
- Namer
- Namera
- Sholef

### Vehículos similares
- Schützenpanzer Puma
- Lynx
- ZBD-97
- K-200/KIFV
 K-21 IFV
- AIFV
 M2/M3 Bradley
- /ASCOD Pizarro/ULAN
- AMX-10P
- Dardo
- Tipo 89 VCI
- VCI Anders
- FV510 Warrior
- BMP-3
 BMP-T
  BTR-T
- Bionix VCI
- VIU Munja
- CV90/CV9030/CV9040